# Pitcairnia cana
Pitcairnia cana là một loài thực vật có hoa trong họ Bromeliaceae. Loài này được B.Holst miêu tả khoa học đầu tiên năm 1993.